# Pseudotropheus cyaneorhabdos

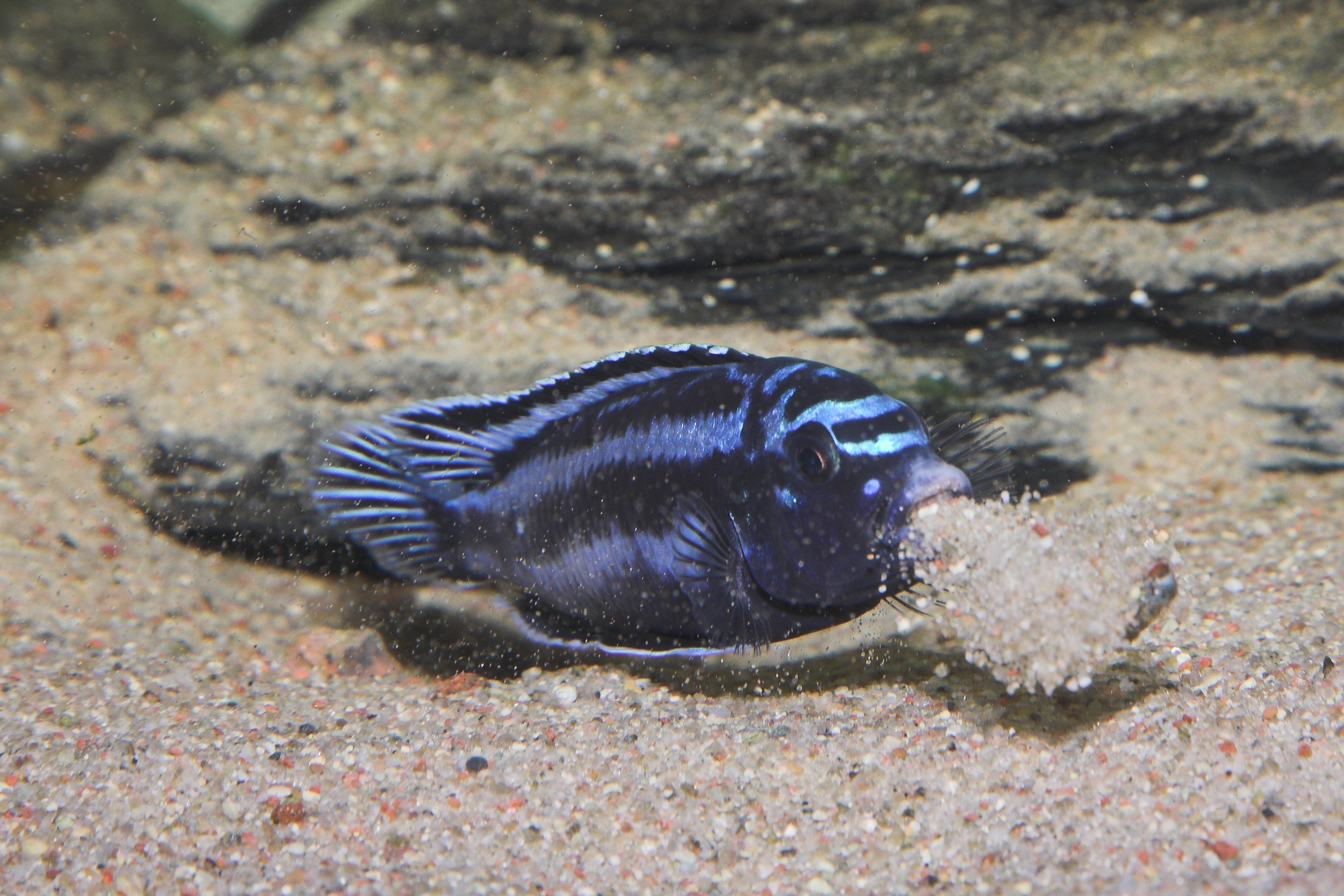
Samiec podczas budowy miejsca tarliskowego w pobliżu skały

Pseudotropheus cyaneorhabdos – gatunek ryby pielęgnicowatej. Hodowany w akwariach. W naturze krytycznie zagrożony wyginięciem ze względu przełowienie. Zaliczany do grupy mbuna. Często nazywany Maingano, Melanochromis Maingano lub Blue Johanni.

## Występowanie
Gatunek endemiczny jeziora Malawi. Występuje jedynie w skalistych miejscach wybrzeża pomiędzy przylądkami Mbako i Mbembe, w pobliżu wyspy Likoma. Często widywany w obszarze strefy przejściowej. Żyje na głębokości od 3 do 20 metrów.

## Opis
Osiągają w naturze do 9 cm długości (samice do 8 cm), w akwariach mogą osiągać nieco większe rozmiary. Dymorfizm płciowy słabo uwidoczniony, płeć trudna do odróżnienia u młodych osobników.
Zachowania godowe: Wszystkie osobniki mają identyczne ubarwienie i wykazują tendencje do życia w samotności. Dochodzi między nimi do stałych utarczek.
Do tarła potrafią przystępować już 5–6 cm samice i około 7 cm samce. Inkubacja trwa od 20 do 30 dni. Tarło wygląda typowo dla pyszczaków z grupy „mbuna” – samiec zwabia samicę w swój rewir, którym może być grota, płaski kamień czy wykopany dołek. Tam krążąc wokół siebie na przemian samiec drażni ruchami pyszczka okolice organów płciowych samicy, a ona podrażnia ruchami pyska okolice atrapy jajowej samca, stymulując go w ten sposób do wypuszczenia mleczu. Co kilka obrotów samica wypuszcza 1–3 ziaren ikry i natychmiast chwyta je do pyska. Następnie doprowadza do zapłodnienia ikry. Samica w zależności od wieku i wielkości wypuszcza 10–20 młodych. Młode są dość duże (0,9 cm – 1,2 cm) i w pierwszych dniach są kremowe z dwoma czarnymi pasami, niebieskie przebłyski pojawiają się jedynie na płetwach. W ciągu 7–10 dni maluchy stają się wiernymi kopiami swoich rodziców. Wychów nie jest problematyczny.

## Hodowla w akwarium
W akwarium dość agresywna i terytorialna. Utrzymanie haremu składającego się z więcej niż jednego samca wymaga zbiornika o długości min. 120 cm (w wielogatunkowym nawet 150 cm). W akwarium powinno znajdować się dużo kryjówek, szczególnie szczelin w półkach skalnych, gdzie schronienie znajdują słabsze osobniki i inkubujące samice. Jest pyszczakiem wszystkożernym. Dominującymi składnikami diety powinny być pokarmy roślinne – w szczególności te z dużą zawartością spiruliny. W skład diety trzeba wprowadzić lekkie pokarmy zwierzęce najlepiej mrożone lub żywe (mrożony solowiec, kryl, wodzień czy mięso krewetek oraz małży). Jako urozmaicenie można podawać pokarmy przeznaczone dla ludzi, m.in. ryż, kaszę kukurydzianą, kaszę mannę, płatki owsiane, makaron czy liście sałaty.
| Zalecane warunki w akwarium   | Zalecane warunki w akwarium                                |
| ----------------------------- | ---------------------------------------------------------- |
| Zbiornik                      | długość min. 100 cm                                        |
| Temperatura wody              | 23 – 28 °C                                                 |
| Twardość wody ogólna (dH)     | 6 – 10 (°n)                                                |
| Twardość wody węglanowa (dKH) | 10 – 12 (°n)                                               |
| Skala pH                      | 7,6 – 8,5                                                  |
| Pokarm                        | odżywia się peryfitonem porastającym skały oraz planktonem |